# Lloro carapigallat
El lloro carapigallat (Pionus seniloides) és una espècie d'ocell de la família dels psitàcids que habita la selva de muntanya de l'oest de Veneçuela, Colòmbia, Equador i nord-oest del Perú.